# Acid3
Acid3는 웹 브라우저가 (특히 DOM과 자바스크립트와 관련하여) 얼마나 잘 웹 표준을 준수하고 있는지를 검사하는 웹 표준 프로젝트의 테스트 페이지이다.
성공할 경우 Acid3 테스트는 흰 배경에 색이 들어간 여러 개의 직사각형을 표현하면서 점차 증가하는 백분율 수치를 보여 준다. 표시되는 백분율 수치는 통과된 서브 테스트의 수에 기반을 둔다(하지만 통과한 서브 테스트의 개수와 백분율이 항상 같다고 볼 수 없다). 또한 브라우저는 같은 브라우저에 표시되는 참고 페이지와 정확히 같은 페이지를 렌더해야 한다. 비트맵 결과만 나오는 Acid2 테스트와 달리 Acid3 테스트의 참고 렌더링의 글자는 비트맵이 아니기 때문에 글꼴 표시의 차이점도 구별할 수 있다.
2007년 4월에 개발되었으며 2008년 3월 3일에 공개되었다. 주 개발자는 이언 힉슨(Ian Hickson)으로 그는 Acid2 테스트도 작성하였다. Acid2는 주로 CSS에 초점을 두고 있지만, 세 번째 Acid 테스트는 역시 현대에 쓰이며 매우 상호성이 높은 기술인 웹 2.0(ECMAScript, DOM Level 2와 같은)의 웹사이트 특성에 초점을 둔다. 일부 서브 테스트는 SVG, XML, data: URIs와 관련되어 있다. 논란이 되는 것은, 이 테스트는 CSS2 권고안의 내용 중, CSS2.1에서 삭제되었다가 아직 권고 예정안으로 정해지지 않은 W3C CSS3 개발에 다시 도입된 요소를 일부 포함하고 있다는 점이다.

## 테스트 내용
Acid3 의 주요 부분은 ECMA스크립트 (자바스크립트)로 쓰여져있고, 네 개의 특별한 서브 테스트(0, 97, 98, 99번)를 포함한 100개의 서브 테스트들이 6개의 '버킷(Bucket)'으로 불리는 묶음으로 나뉘어 있다.
- 버킷 1: DOM 순회(DOM Traversal), DOM 범위(Range), HTTP
- 버킷 2: DOM2 코어(Core), DOM2 이벤트(Events)
- 버킷 3: DOM2 뷰(Views), DOM2 스타일(Style, CSS 3 선택자(Selectors), 미디어 쿼리
- 버킷 4: 스크립트와 DOM2 HTML에 의한 HTML 테이블/형식의 가동
- 버킷 5: Acid3 경쟁에서 나온 테스트들 (SVG[4], HTML, SMIL, 유니코드, ...)
- 버킷 6: ECMA스크립트

이 테스트의 표준 규정은 각 브라우저가 기본 설정으로 테스트를 진행하기를 요구한다. 최종 결과는 100/100 의 점수와 함께, 참고 페이지와 픽셀 하나도 다르지 않은 결과가 나와야 한다. 개인용 컴퓨터를 위해 개발된 브라우저의 경우, 화면의 변화가 부드러워야(애플 랩톱에 준하는 성능의 환경에서 각 서브 테스트를 33 ms 안에 통과) 하지만, 보다 뒤떨어진 환경에서의 느린 결과가 불합격을 뜻하진 않는다.
테스트를 통과하기 위해서는 또한, 브라우저의 툴바에 특정한 파비콘을 표시해야한다. 하지만 이것은 Acid3 웹 서버에 있는 파비콘 그림이 아닌데, 만일 Acid3 서버에 favicon.ico 파일을 요청하면 404 응답을 하며 화면엔 그림의 데이터만 표시하기 때문이다. 이 테스트는 브라우저가 파비콘을 불러올 때 404 에러 코드를 정확하게 처리하면, 에러를 제대로 인식하여 특정 파비콘을 나타내게 된다.

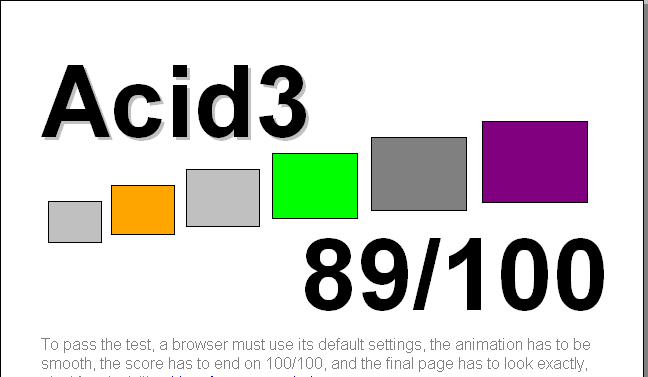
페넥 1.0 알파로 테스트한 Acid3 결과. 1. 버킷 2, 4와 6은 16 개의 서브테스트를 모두 통과했고, 버킷 1과 3 은 10개 이상의 서브 테스트를, 버킷 5는 5개 이상의 서브 테스트를 통과했음을 알 수 있다.

테스트가 실행되면서 그림에 사각형들이 추가되는데, 각 사각형의 색깔은 한 버킷 당 통과한 서브 테스트의 개수로부터 결정된다. 만일 특정 버킷에 포함된 모든 서브 테스트에 불합격했다면, 그 버킷에 해당되는 사각형은 화면에 나타나지 않을 것이다. 하나 이상의 서브 테스트에 통과하면, 사각형의 색깔은 네 단계로 변화하게 된다.
- 1 ~ 5 개의 서브 테스트 통과: 검정 사각형
- 6 ~ 10 개의 서브 테스트 통과: 회색 사각형
- 11 ~ 15 개의 서브 테스트 통과: 은색 사각형
- 16개 서브 테스트 모두 통과: 유채색 사각형 (각각 빨강, 주황, 노랑, 연두, 파랑, 보라 색의 사각형)

Acid3 테스트 페이지 표시가 완료되면, 대문자 A는 클릭이 가능한 상태가 되며, 클릭할 경우(새 창에서 보려면 Shift + 클릭) 어떤 서브 테스트가 실패했는지, 그리고 어떤 에러가 발생했는지 설명하는 경고를 볼 수 있다.
이 테스트를 정확히 수행하려면, 프로그램은 W3C에서 현재 표준으로 지정할 것으로 고려중인 CSS 3 Text Shadows 와 CSS 2.x Downloadable Fonts 지시 사항을 만족해야한다. 이것은 테스트에서 20x20 픽셀 크기의 붉은 사각형을 가려주는, "AcidAhemTest"라고 하는 자체 트루타입 폰트의 사용에 필요하다. 내려받아진 폰트가 표시되면 이 글자 모양은, CSS 에 의해 하얀 네모로만 표시되어, 결국 보이지 않게 된다.
추가로, 이 테스트는 또한 베이스64 코드로 만들어진 그림과, 몇 가지의 더 발달된 선택자, CSS 3 색상 값(HSLA), 그리고 무시되어야 할 가짜 선택자와 값들도 사용한다.

## 정식 통과한 브라우저
이미 배포된 정식판, 혹은 안정판의 테스트 결과만을 인정한다.

### 데스크톱 브라우저
| 레이아웃 엔진 | 브라우저              | 발매 일자       | 최신 버전 및 출시일 | 렌더링 | 수행능력 |
| ------------- | --------------------- | --------------- | --- | ------ | -------- |
| 게코          | 모질라 파이어폭스 4.0 | 2011년 3월 22일 | 80.0.1 (2020년 9월 1일) [±] 78.2.0 (ESR 1) (2020년 8월 25일) [±] 68.12.0 (ESR 2) (2020년 8월 25일) [±]                                                        | 예     | ?        |
| 웹키트        | 구글 크롬 4.0.249.78  | 2010년 1월 25일 | PC, macOS, 리눅스용 62.0.3202.62 (2017년 10월 17일) [±] 안드로이드용 (ARM, x86) 62.0.3202.66 (2017년 10월 19일) [±] iOS용 62.0.3202.60 (2017년 10월 18일) [±] | 예     | 예       |
| 웹키트        | 사파리 4.0            | 2011년 3월 26일 | 11.0 (2017년 9월 19일) [±] | 예     | 예       |
| 프레스토      | 오페라 10             | 2009년 9월 1일  | 48.0.2685.32 (2017년 9월 27일) [±] | 예     | ?        |
| 웹키트        | 웹 2.28.0             | 2009년 10월 2일 | 3.16.3 (2015년 5월 18일) [±] | ?      | ?        |

### 모바일 브라우저
모바일 브라우저는 기준이 되는 하드웨어를 정할 수 없기 때문에 기능 수행 능력을 '평가'할 수 없다.
| 레이아웃 엔진 | 브라우저                | 발매 일자       | 렌더링 |
| ------------- | ----------------------- | --------------- | ------ |
| 웹키트        | 아이리스 브라우저 1.1.4 | 2009년 3월 14일 | 예     |
| 웹키트        | 볼트 브라우저 1.6       | 2009년 12월 7일 | 예     |
| 프레스토      | 오페라 모바일 9.7       | 2009년 3월 26일 | 예     |

## 통과하지 못한 브라우저
Acid3는 처음 공개 당시 모든 웹 브라우저가 통과하지 못했기 때문에, 이에 대해 언급하는 것에 신중했다. 많은 수의 브라우저 개발 팀은 테스트 결과를 향상시키기 위해 열의를 다해 일하고 있다.

### 데스크톱 브라우저
| 레이아웃 엔진 | 주요 브라우저     | Acid3 공개 당시 최신버전의 스크린샷 | 현재 배포판의 스크린샷                                          | 알려진 개발 버전의 스크린샷 |
| ------------- | ----------------- | ----------------------------------- | --------------------------------------------------------------- | --------------------------- |
| KHTML         | 캉커러            | 61/100 캉커러 4.0.2                 | 89/100 캉커러 4.3.0                                             | 89/100 캉커러               |
| 트라이던트    | 인터넷 익스플로러 | 14/100 인터넷 익스플로러 7.0        | 100/100 (만점이지만 부정확한 렌더링 있음) 인터넷 익스플로러 9.0 | 없음                        |

### 모바일 브라우저
| 레이아웃 엔진 | 주요 브라우저            | 현재 배포판의 스크린샷                                                         | 알려진 개발 버전의 스크린샷 |
| ------------- | ------------------------ | ------------------------------------------------------------------------------ | --------------------------- |
| 웹키트        | 모바일 사파리            | 100/100 (만점이지만 부정확한 렌더링 있음) iOS 4.3.3                            | 없음                        |
| 웹키트        | 안드로이드 브라우저      | 93/100 안드로이드 2.3 100/100 (만점이지만 부정확한 렌더링 있음) 안드로이드 3.1 | 없음                        |
| 웹키트        | 블랙베리 브라우저        | 100/100 (만점이지만 부정확한 렌더링 있음) 블랙베리 OS 6                        | 없음                        |
| 웹키트        | 바다 브라우저            | 98/100 바다 OS 1.0.2                                                           | 없음                        |
| 웹키트        | 노키아 미니 맵 브라우저  | 47/100 S60 5번째 판                                                            | 없음                        |
| 웹키트        | 스카이파이어             | 100/100 (만점이지만 부정확한 렌더링 있음) 스카이파이어 2.0                     | 없음                        |
| 웹키트        | 웹OS 브라우저            | 92/100 webOS 1.4                                                               | 없음                        |
| 웹키트        | 아이리스 브라우저        | 100/100 (만점이지만 부정확한 렌더링 있음) 아이리스 브라우저 1.1.4              | 없음                        |
| 프레스토      | 오페라 미니              | 98/100 오페라 미니 5                                                           | 없음                        |
| 게코          | 모질라 파이어폭스 모바일 | 97/100 모질라 파이어폭스 모바일 4                                              | 없음                        |
| 게코          | 마이크로B                | 94/100                                                                         | 없음                        |
| 트라이던트    | 인터넷 익스플로러 모바일 | 95/100 인터넷 익스플로러 모바일 9                                              | 없음                        |

## 여담
상단에 YOU SHOULD NOT SEE THIS AT ALL라는 내용이 숨어있다.

## 같이 보기
- Acid1
- Acid2
- 레이아웃 엔진